# Guillaume Gaboriaud
Pour les articles homonymes, voir Gaboriaud.
Guillaume Gaboriaud, né le 22 décembre 1992 à Paris, est un coureur cycliste français. Il a notamment remporté le championnat de France universitaire en 2015 et une étape du Kreiz Breizh Elites en 2016. 

## Biographie
Guillaume Gaboriaud commence à se consacrer au cyclisme à l'âge de quinze ou seize ans. Il prend sa première licence au sein de l'AV Thiais. Cycliste amateur, il a également mené des études d'ingénieur. Il est diplômé de l'université de technologie de Troyes en 2016. 
En 2012 et 2013, il évolue à l'UV Aube-Club Champagne Charlott'. Il court ensuite durant une saison à l'UVCA Troyes, en brillant exclusivement dans le calendrier amateur français. En 2015, il revient à l'UV Aube et devient champion de France universitaire,. 
En 2016, il intègre l'Occitane CF. Bon puncheur, il s'illustre en obtenant plusieurs victoires au plus haut niveau amateur. Il s'impose également sur la première étape du Kreiz Breizh Elites, son premier succès au niveau UCI,. En fin d'année, il se rend pour un semestre à Taipei dans le cadre de ses études d'ingénieur, tout en participant à quelques compétitions cyclistes sur le territoire taïwanais.
Désormais libéré de ses études, il entame la saison 2017 avec pour ambition de devenir cycliste professionnel. Victorieux à deux reprises, il se classe notamment sixième du Tour de Gironde. L'année suivante, il remporte le Circuit boussaquin ainsi que le prologue du Tour de Maurice. Il ne parvient toutefois pas à décrocher un contrat professionnel.

## Palmarès et résultats

### Palmarès par année
| - 2013 - 1re étape de la Ronde Nancéienne - Nocturne d'Aubervilliers - Grand Prix de Tourteron - Prix de Cormoz - 2014 - Grand Prix de Yutz - 3e du Grand Prix de la Tomate - 2015 - Champion de France universitaire sur route - Champion de Champagne-Ardenne sur route - Ronde Nancéienne : - Classement général - 3e et 4e étapes - 1re étape de la Ronde du Centenaire - Grand Prix de Tourteron - 2e du Grand Prix d'Onjon - 2e du Grand Prix de Saint-Lyé - 2016 - Grand Prix d'ouverture Pierre-Pinel - Grand Prix de Nogent-sur-Oise - Nocturne d'Auch - 1re étape du Kreiz Breizh Elites - 2e et 4e étapes du Tour de Maurice - 2e de Le Poinçonnet-Limoges | - 2017 - Grand Prix Mujica - 6e étape du Tour de Maurice - 2e du Critérium de Terrebourg - 3e du Grand Prix d'Ouverture d'Albi - 3e du Tour de Maurice - 2018 - Circuit Boussaquin - Prologue du Tour de Maurice - 2e du Grand Prix de Féricy - 2019 - 3e étape du Tour de Guyane - Circuit des Vignes - 5e étape du Tour Cycliste Antenne Réunion - 3e du Prix Rino De Vido - 2020 - Grand Prix Fitness Park - 3e de Versailles-Satory - 2023 - 2e étape du Grand Prix de l'UCS - 7e étape de la Vuelta a la Independencia Nacional - 3e et 4e étapes du Critérium des Quartiers du Lamentin - 2e du Grand Prix de l'UCS - 2024 - 3e du Tour du Nord du Maroc |  |

### Classements mondiaux
| Année                                 | 2016  | 2017  | 2018 | 2019 | 2020 | 2021 | 2022 | 2023  |
| ------------------------------------- | ----- | ----- | ---- | ---- | ---- | ---- | ---- | ----- |
| Classement mondial                    | 1553e | 2077e | nc   | nc   | nc   | nc   | nc   | 3314e |
| UCI Europe Tour                       | 1043e | 1333e | nc   | nc   | nc   | nc   | nc   | nc    |
|                                       |       |       |      |      |      |      |      |       |
| Légende : nc = non classéSource : UCI |       |       |      |      |      |      |      |       |